# Bryoplathanon globifer
Bryoplathanon globifer är en trollsländeart som först beskrevs av Hagen in Selys 1853.  Bryoplathanon globifer ingår i släktet Bryoplathanon och familjen jungfrusländor. Inga underarter finns listade i Catalogue of Life.